# 琉法修好條約
《琉法修好條約》（法語：Convention entre la France et les Iles Liou-tchou）是琉球國與法蘭西帝國於1855年11月24日（清朝咸豐五年九月廿七）簽訂的不平等條約。該條約的中文版正本無名稱，後被日本政府命名為「琉球佛國間之條約」（琉球仏国間ノ条約）。
1855年11月6日（咸豐5年9月27日），尼古拉·弗朗索瓦·蓋爾蘭（Nicolas François Guerlain）率三隻法國軍艦至那霸港，要求與琉球國簽訂條約。翌日雙方達成協議。11月16日，琉方要求修正條約案，被法方拒絕。11月22日，琉球再次要求修正條約案，蓋爾蘭部下士兵約40人用武力威脅琉方代表尚景保，強迫他同意接受原案。兩天以後，蓋爾蘭與尚景保正式簽訂條約並互換文件。

## 條約的簽署者
此條約上法國方面代表為尼古拉·弗朗索瓦·蓋爾蘭（漢文版條約稱之為「干爾杏」），琉球方面的代表署名為「總理大臣尚景保」、「布政大夫馬良才」、「布政大夫翁德裕」。
日本學者大城直也指出，「總理大臣」和「布政大夫」均是琉球國為了與西方國家外交交往而虛構的官職名。尚景保（本部按司朝章）使用的是真實名字；「馬良才」、「翁德裕」則為化名，「馬良才」的真實身份是向如山（棚原親方朝矩），「翁德裕」的真實身份是向德裕（野村親方朝宜）。

## 主要內容
- 法國人自由貿易
- 提供法國船舶薪水
- 對法國船漂流民的救助並引渡
- 承認法國領事裁判權
- 設置法國人居住地